# 蘇格蘭的瑪蒂爾達
蘇格蘭的瑪蒂爾達（英語：Matilda of Scotland，1080年—1118年5月1日），原名為伊迪絲（Edith），英格蘭王后，丈夫是征服者威廉的第四子亨利一世。
瑪蒂爾達是蘇格蘭國王馬爾科姆三世的女兒，三個哥哥鄧肯二世、埃德加、亞歷山大一世與弟弟大衛一世在父親去世後先後成為蘇格蘭國王。

## 家庭
1100年，瑪蒂爾達與剛成為英格蘭國王的亨利一世結婚，兩人共有1子1女：
- 瑪蒂爾達（1102年—1167年），神聖羅馬皇后，丈夫是亨利五世。亨利死後，與安茹公爵若弗魯瓦五世結婚，成為公爵夫人
- 威廉·艾德林（1103年—1120年），諾曼第公爵，17歲時死於船難。